# Helen Wagner
Helen Wagner (ur. 3 września 1918, zm. 1 maja 2010) – amerykańska aktorka. Znana była głównie ze swojej ponad 50-letniej roli w serialu As the World Turns, co dało jej miejsce w Księdze Rekordów Guinnessa. Od 1956 roku wcielała się w nim w postać Nancy Hughes McClosky.
Oprócz ATWT Helen wystąpiła także w innych programach, operach mydlanych, m.in. (w latach 50.) w najdłuższej z nich - Guiding Light